# 曾福仔
曾福仔，马来西亚政治人物，为民主行动党党员，前霹雳州州议会克兰芝州议员。2018年，曾福仔宣佈退休，正式卸下马来西亚霹雳州议会克兰芝州议员之职务，由徒弟张哲敏代替他出征。

## 政治生涯
2008年他代表马来西亚民主行动党参加马来西亚霹雳州州议会选举中的克兰芝州议席并赢得有关州议席。也赢得“自行车撞倒BENZ”的美誉，这是因为当年他的对手是来自马来西亚华人公会（马华公会）驾驶MERCEDES-BENZ的拿督张华，而学历上曾福仔只有中学程度，马来西亚文（BAHASA MALAYSIA）程度又不好，考取了很多次马来西亚交通规则（UNDANG-UNDANG LAIULINTAS）不合格，又因为原则问题而不给贿赂钱（俗称咖啡钱），导致时至今日仍没有车辆驾驶照（LESEN KERETA），因此他在出任马来西亚霹雳州州议会克兰芝州议员的那段时间都是骑自行车服务选民。
2018年，曾福仔宣佈退休，正式卸下马来西亚霹雳州议会克兰芝州议员之职务，由徒弟张哲敏代替他出征2018年马来西亚举行的第十四届全国大选中同时进行的马来西亚霹雳州议会选举中的克兰芝州议席，他在竞选期间仍有跟随竞选团队在相邻的选区发表演说以尽一分绵力促成马来西亚的改朝换代。5月9日晚，开票结果出炉，张哲敏中选为新任马来西亚霹雳州议会克兰芝州议员。
如今，曾福仔虽已卸任，但仍常参与社区活动和党务。